# المدینا، بهیا
المدینا، بهیا (به پرتغالی: Almadina, Bahia) یک سکونتگاه مسکونی در برزیل است که در باهیا واقع شده‌است.